# Rubus suberectus
Rubus suberectus là loài thực vật có hoa trong họ Hoa hồng. Loài này được G. Anderson ex Sm. miêu tả khoa học đầu tiên năm 1814.